# Inveraray Castle
Inveraray Castle (Schots-Gaelisch: Caisteal Inbhir Aora,) is een rechthoekig fort bij het Schotse havenplaatsje Inveraray. Het kasteel aan de oevers van Loch Fyne in de Schotse regio Argyll. Sinds de 17e eeuw is het in het bezit van de hertogen van Argyll. Het gebouw is in neogotische stijl opgetrokken en heeft vier kegelvormige torens. Het kasteel is deels opengesteld voor publiek. In 2012 werd in het gebouw een deel van de kerstepisode van Downton Abbey opgenomen.